# Litiopidae
Litiopidae — небольшое семейство морских брюхоногих моллюсков из надсемейства Cerithioidea подкласса Ценогастроподы.

## Описание
Это некрупные моллюски. Они живут на мелководье на водорослях и морских травах, где часто бывают очень многочисленны. Их можно отличить от представителей похожих семейств моллюсков по анатомическому строению, но их раковины почти неотличимы от раковин представителей нескольких других семейств мелких брюхоногих с вытянутыми раковинами, особенно Dialidae и некоторых Cerithiidae При этом форма раковин у представителей одного вида может сильно варьировать.

## Распространение
Litiopidae встречаются в Тихом, Индийском и Атлантическом океанах от тропических до умеренных вод в северном и южном полушариях.

## Ископаемые формы
Ископаемые остатки представителей этого семейства известны с конца мелового периода (66 миллионов лет назад) по наши дни. Они найдены на территории обоих Америк, Европы и Австралии

## Классификация
По данным World Register of Marine Species, на март 2024 года семейство включает 9 родов:
- Alaba H. Adams & A. Adams, 1853
- Dalliella Cossmann, 1895 †
- Diffalaba Iredale, 1936
- Gibborissoia Sacco, 1895
- Ipunina S. N. Nielsen & Frassinetti, 2008 †
- Litiopa Rang, 1829
- Litiopella Bandel & Kiel, 2000 †
- Obstopalia Iredale, 1936
- Styliferina A. Adams, 1860